# Роузвілл (Огайо)
Роузвілл (англ. Roseville) — селище (англ. village) в США, в округах Перрі і Маскінґам штату Огайо. Населення — 1746 осіб (2020).

## Географія
Роузвілл розташований за координатами 39°48′23″ пн. ш. 82°4′32″ зх. д. / 39.80639° пн. ш. 82.07556° зх. д. (39.806527, -82.075641).  За даними Бюро перепису населення США в 2010 році селище мало площу 1,83 км², з яких 1,81 км² — суходіл та 0,01 км² — водойми.

## Демографія
Згідно з переписом 2010 року, у селищі мешкали 1852 особи в 699 домогосподарствах у складі 492 родин. Густота населення становила 1014 особи/км².  Було 798 помешкань (437/км²).
Расовий склад населення:
| - 97,5 % — білих - 0,5 % — чорних або афроамериканців - 0,2 % — корінних американців - 0,2 % — азіатів |

До двох чи більше рас належало 1,5 %. Частка іспаномовних становила 0,6 % від усіх жителів.
За віковим діапазоном населення розподілялося таким чином: 29,2 % — особи молодші 18 років, 59,1 % — особи у віці 18—64 років, 11,7 % — особи у віці 65 років та старші. Медіана віку мешканця становила 33,7 року. На 100 осіб жіночої статі у селищі припадало 94,3 чоловіків;  на 100 жінок у віці від 18 років та старших — 90,1 чоловіків також старших 18 років.
Середній дохід на одне домашнє господарство  становив 34 921 долар США (медіана — 30 806), а середній дохід на одну сім'ю — 37 704 долари (медіана — 34 293). Медіана доходів становила 35 750 доларів для чоловіків та 27 386 доларів для жінок. За межею бідності перебувало 34,4 % осіб, у тому числі 42,8 % дітей у віці до 18 років та 12,4 % осіб у віці 65 років та старших.
Цивільне працевлаштоване населення становило 782 особи. Основні галузі зайнятості: виробництво — 17,6 %, роздрібна торгівля — 17,5 %, мистецтво, розваги та відпочинок — 13,2 %, освіта, охорона здоров'я та соціальна допомога — 12,3 %.